# Motutunga
Motutunga est un atoll situé dans l'archipel des Tuamotu en Polynésie française. Il est administrativement rattaché à la commune d'Anaa.

## Géographie

### Situation
Motutunga est situé à 20 km au sud-est de Tahanea, l'île la plus proche, et à 503 km à l'est de Tahiti. L'atoll, de forme ovoïde, mesure 15 km de longueur et 14 km de largeur maximales pour une surface de terres émergées de seulement 1,38 km2 – en raison d'un petit nombre de motu et d'un important récif corallien – et un lagon d'une superficie de 126 km2, accessible par deux passes étroites et peu profondes (Tepupahea et Marukupeega) situées au nord.
L'atoll n'est pas habité de manière permanente, bien qu'il existe quelques maisons à l'entrée des passes.

### Géologie
D'un point de vue géologique, l'atoll est l'excroissance corallienne (de quelques mètres) du sommet du mont volcanique sous-marin homonyme, qui mesure 2 970 mètres depuis le plancher océanique, formé il y a 51,3 à 53,0 millions d'années.

## Histoire
La première mention de l'atoll par un Européen est due à James Cook qui l'aborde le 13 août 1773, qui le nomma Adventure Island d'après le nom de son bateau. Le navigateur espagnol Domingo de Boenechea visite l'atoll le 12 novembre 1774 et le nomme San Julian.
Au XIXe siècle, Motutunga devient un territoire français, peuplé d'une centaine habitants autochtones.

## Économie
La perliculture est autorisée sur seulement 10 ha du lagon pour l'élevage et le greffage avec 300 lignes de collectage de naissain. La récolte des holothuries est pratiquée dans la moitié nord-est du lagon au-delà d'une ligne reliant Tukotuko au Sud-Est à Fareaka au Nord-Ouest. La culture du coprah est également pratiquée par les habitants de Tahanea, qui ont également créé des parcs à poissons dans les hoas.

## Faune et flore
À la suite de l'inventaire de la faune et de la flore – notamment la présence de forêts de Pisonia grandis –, la commune et la région ont inscrit en février 2001 Motutunga, avec l'atoll voisin de Tahanea, sur la liste des « espaces naturels protégés et gérés » des Tuamotu.